# Blattlauslöwe

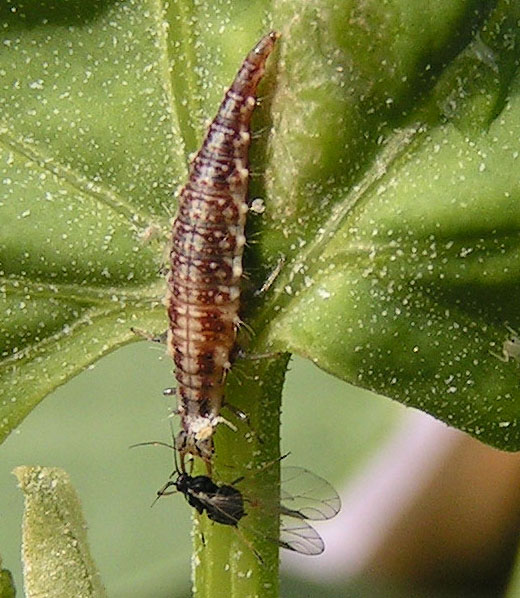
Larve einer Gemeinen Florfliege (Chrysoperla carnea) erbeutet eine Blattlaus

Als Blattlauslöwe werden umgangssprachlich verschiedene Blattläuse und Milben verzehrende Insektenlarven bezeichnet. Im eigentlichen Sinn werden darunter die Larven der Florfliegen (Familie Chrysopidae) sowie der Taghafte (Familie Hemerobiidae) aus der Ordnung der Netzflügler verstanden. Diese besitzen speziell geformte, zangenartige Mundwerkzeuge, mit denen sie die Beute ergreifen und aussaugen können.
Wegen ihres enormen Hungers auf Blattläuse und Milben gelten „Blattlauslöwen“ im biologischen Gartenbau als Nützlinge, die auch gezielt an befallenen Pflanzen zur biologischen Schädlingsbekämpfung eingesetzt werden.
Einige Florfliegenlarven (wie zum Beispiel die Gemeine Florfliege) spießen die Häute der gefressenen Beutetiere auf ihren Rückenborsten auf und umgeben sich mit einer Art Tarndecke oder Tarnhaube, was dem Körperschutz, aber auch der Tarnung dient.